# Діханський сільський округ
Діха́нський сільський округ (каз. Диқан ауылдық округі, рос. Диханский сельский округ) — адміністративна одиниця у складі Байзацького району Жамбильської області Казахстану. Адміністративний центр — село Діхан.
Населення — 3045 осіб (2021; 2841 у 2009, 2467 у 1999, 2443 у 1989).
Станом на 1989 рік існувала Ленінська сільська рада (села Дікан, Леніна, Побєда).

## Склад
До складу округу входять такі населені пункти:
| Населений пункт | Старі назви        | Населення, осіб (1989) | Населення, осіб (1999) | Населення, осіб (2009) | Населення, осіб (2021) |
| --------------- | ------------------ | ---------------------- | ---------------------- | ---------------------- | ---------------------- |
| Аймантобе, село | Леніна, Айман-Тобе | 588                    | 695                    | 844                    | 1250                   |
| Діхан, село     | Дікан              | 1381                   | 1394                   | 1437                   | 1441                   |
| Женіс, село     | Побєда             | 474                    | 378                    | 560                    | 354                    |